# Johann Nepomuk Wocher
Johann Nepomuk Wocher (* 19. November 1805 in Neutrauchburg; † 16. April 1842 in Pisa) war ein deutscher Politiker.

## Leben
Als Sohn eines Schultheißen geboren, studierte Wocher Rechtswissenschaften in Tübingen, wo er 1823 Mitglied in der Burschenschaft Germania Tübingen wurde. Nach seinem Studium wurde er Regierungsrat bei der Regierung des Jagstkreises in Ellwangen. Für die Stadt Ellwangen war er 1833 bis zu seinem Tod 1842 Abgeordneter der Württembergischen Kammer der Abgeordneten.